# Shinkage-ryū
O Shinkage Ryū 新陰流 é um estilo de Kenjutsu criado por Kami-izumi Ise-no-kami Hidetsuna 上泉伊勢守秀綱 durante o período Muromachi. É considerado como um dos três (quatro) estilos mais antigos, sendo a origem de inúmeros outros estilos.

## Origem do estilo
A origem deste estilo está fundamentalmente baseada no Kage-no-nagare e nas técnicas de Kashima, o chamado Kashima-no-Tachi.
Diz-se que o fundador, Kami-Izumi, treinou todos os melhores estilos da época e concentrou-se no Kage-no-nagare, desenvolvendo o conceito de Marobashi 転, que está presente em todos os estilos derivados. 
Kami-Izumi teve inúmeros discípulos, dentre os quais os mais famosos são:
- Okuyama Kyūgasai Kimishige 奥山休賀斎公重, instrutor do Xogum Tokugawa Ieyasu. Dele se derivou o que é chamado hoje de Jiki Shinkage-ryū 直心影流;
- Marume Kurando-no-suke Nagayoshi 丸目蔵人佐長恵, fundador do estilo Taisha Ryū タイ捨流;
- Hikida Bungorō Kageyasu 疋田豊五郎景兼, fundador do estilo Hikida Kage-ryū 疋田陰流;
- Kami-Izumi Hitachi-no-suke Hidetane 上泉常陸介秀胤, fundador do estilo Kami-Izumi-ryū 上泉流;
- Yagyū Sekishūsai Muneyoshi 柳生石舟斎宗厳, fundador do estilo Yagyū Shinkage-ryū 柳生新陰流;
- Hōzōin Kakuzenbō In-ei 宝蔵院覚禅房胤栄, fundador do estilo Hōzōin-ryū 宝蔵院流 de lança (Sōjutsu 槍術]

## Currículo do estilo
Dada a variedade de estilos derivados, não é fácil determinar o que seria o currículo "puro" ou "original". Sabe-se apenas que existem técnicas que são a representação mais fiel ao conceito de Marobashi, mas cada estilo derivado possui nuances diferentes.

## Locais de prática
Atualmente, não se conhece oficialmente um local onde se pratique o estilo original desenvolvido por Kami-Izumi.